# Tsugaru (półwysep)
Tsugaru (jap. 津軽半島) – półwysep w Japonii, na północnym krańcu wyspy Honsiu.
Półwysep znajduje się w północno-zachodniej części prefektury Aomori. Jest wysunięty na północ. Jego wschodni brzeg leży nad zatoką Aomori, oddzielającą go od półwyspu Natsudomari, zatoką Mutsu oraz cieśniną Tairadate, która oddziela go od półwyspu Shimokita. Północny brzeg półwyspu leży nad cieśniną Tsugaru, która oddziela go i całe Honsiu od Hokkaido. Zachodni brzeg półwyspu leży nad Morzem Japońskim.
W północno-zachodniej części półwyspu leży przylądek Tappi. W zachodniej części półwyspu znajdują się liczne jeziora, z których największym jest Jūsan. Uchodzi do niego rzeka Iwaki. W północnej części półwyspu wznoszą się góry Yotsudaki i Maruyakata.
W 1988 roku oddano do użytku podmorski tunel Seikan, który łączy półwysep Tsugaru z położonym po północnej stronie cieśniny Tsugaru (na Hokkaido), półwyspem Matsumae. 